# Arashi Rikan II en Osome
Arashi Rikan II en Osome est une estampe ukiyo-e de l'artiste japonais Ryūsai Shigeharu (柳斎 重春) (1802 – 1853). Elle représente l'acteur de théâtre kabuki Arashi Rikan II de la fin de l'époque d'Edo dans le rôle du personnage féminin principal dans une scène d'une pièce populaire de cette époque. L'image appartient à la collection permanente de la galerie d'art du Japon du Musée royal de l'Ontario au Canada.

## Détails de l'estampe
- Medium : kamigata nishiki-e (上方錦絵?) estampe ; encre et couleur sur papier
- Format : tate-e, impression verticale
- Genre : kabuki-e, yakusha-e
- Titre japonais : L'acteur Arashi Rikan II en Osome (娘おそめ　あらし璃寛?)
- Titre de l'exposition : L'acteur Arashi Rikan II en Osome
- Inscription : aucune
- Signature : Gyokuryūtei Shigeharu ga (玉柳亭重春画?) dans le coin en bas à droite

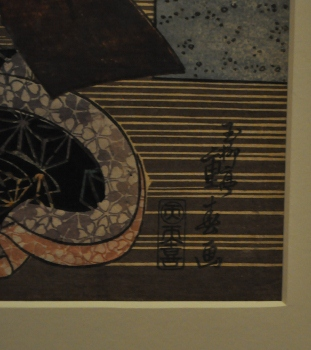
Signature & sceau

- Marque de l'éditeur : 天喜 (Tenki)
- Sceau de l'éditeur : 天 (Tenki)
- Sceau de la censure : aucun
- Sceau de date : aucun
- Crédit : aucun

## L'artiste
Ryūsai Shigeharu (柳窗重春/柳斎重春) (1802/3–1853) naît à Nagasaki dans le Kyushu. Il s'installe à Osaka vers 1820 et commence à étudier auprès d'Utagawa (Takigawa) Kunihiro (歌川国広) (fl. c.1815-1841) puis de Yanagawa Shigenobu (柳川重信) (1787–1832). Il publie sa première estampe en 1820 sous le nom Nagasaki Kunishige (長崎国重) et utilise différents gō tout au long de sa carrière. Il prend le nom Ryūsai Shigeharu en 1825 et travaille sur divers supports dont les impressions sur feuille unique, les illustrations de livres, les affiches et programmes de théâtre et la peinture. Il est actif durant la période courant de c.1820  à 1849 et les gravures signées Kunishige et Shigeharu après 1849 sont probablement les œuvres d'autres artistes.
Bien que les témoignages contemporains le caractérisent comme « bon en tout » et « meilleur que le reste », les critiques modernes sont cependant moins positives, le décrivant comme « un artiste indifférent ». Ce nonobstant, Shigeharu était, sinon le seul artiste professionnel de l'ukiyo-e à Osaka à la fin du XIXe siècle, l'un des très rares sur une scène dominée par les amateurs.

## Éditeur
L'imprimé montre la marque de l'éditeur associé à Tenki. Le sceau est une version stylisée du caractère 天 (« dix ») contenu dans un cercle. Il apparaît directement au-dessus des caractères entiers pour Tenki (天喜). Opérant sous le nom commercial Kinkadō (金華堂), Tenki ou Tenmaya Kihei (天満屋喜兵衛) comme il est également connu, est actif de 1816 jusqu'aux années 1850. La version du sceau de Tenki qui figure sur cette impression est utilisée de 1826 à 1838.

## Support et genre
Ryūsai Shigeharu a passé la plupart, sinon la totalité, de ses années productives à Osaka et ses œuvres sont classées comme kamigata-e (上方絵). Ce terme est employé pour distinguer les impressions produites dans la région de Kamigata (Kyoto et Osaka) de celles produites à Edo (moderne Tokyo). Alors qu'il gagne en importance environ un siècle après l'apparition du genre ukiyo-e à Edo, le genre kamigata-e relève essentiellement du genre kabuki-e (images d'acteurs kabuki), qui était presque entièrement l’œuvre de « fans talentueux de kabuki » célébrant leurs héros. Shigeharu est une rare exception à cette règle.

## Format
L'image est une feuille d'impression unique tate-e (立絵) ichimai-e (一枚絵) verticale. Comme l'impression représente la moitié du duo romantique d'une célèbre histoire d'amour et que les signatures, les sceaux et les inscriptions sont tous situés à l'extrême droite de l'image, il peut avoir été la moitié droite d'un diptyque.

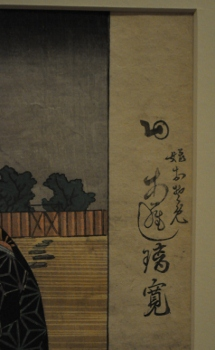
Estampe dans la collection du Musée royal de l'Ontario, (Toronto).

## Sujet

### Arashi Rikan II
Après avoir passé les deux premières décennies de sa carrière sur les scènes des théâtres de second rang hamashibai (浜芝居) d'Osaka, Arashi Rikan II (二代目嵐璃寛) (1788-1837) est devenu un acteur kabuki renommé, spécialiste des rôles masculins tachiyaku (立役). En 1828, il prend le nom Rikan II. Il se produit jusqu'à sa mort en 1837 et est inhumé dans l'enceinte du temple Jōgen-ji d'Osaka. La lignée Arashi Rikan se perpétue jusqu'à la cinquième génération avant de s'éteindre dans les années 1920.
Bien que de petite taille, Rikan II est connu pour ses yeux saisissants. On lui a donné le surnommetoku (目徳), me signifiant « yeux » et toku « vertu ». Il est le favori de l'artiste Shunbaisai Hokuei (fl. c.1824-1837) et apparaît dans la plupart des gravures de ce dernier.

### Osome
Sur cette estampe, Rikan II est représenté en Osome, l'héroïne de la pièce Somemoyō Imose no Kadomatsu (染模様妹背門松) (« L'Amour d'Osome et Hisamatsu »). Écrite à l'origine pour le théâtre de marionnettes bunraku (文楽), la pièce est adaptée pour la scène kabuki en 1782. Il s'agit de l'un parmi plusieurs drames racontant la tragique histoire vraie de deux amants maudits qui ont commis un double suicide en 1710, l'une étant la fille d'un marchand, l'autre, l'apprenti du père de celle-ci. Osome était un sujet populaire pour les artistes yakusha-e  et souvent représentée portant un kimono décoré de fleurs de chanvre.
Rikan II apparaît dans ce rôle au théâtre Kado d'Osaka au cours du 9e mois lunaire de 1830 et il est probable que cette gravure a été réalisée en célébration de cette représentation. Il reprend le rôle au théâtre Kitagawa pendant le 11e mois lunaire de 1832, reprise immortalisée dans une impression de Shunbaisai Hokuei.

## Description
Osome apparaît dans un moment de tension. Il fait nuit et elle quitte sa maison. En contraste avec l'obscurité totale de la maison derrière elle, elle porte une lanterne allumée et est revêtue d'un kimono à motifs sombres mais colorés. Au-delà de la figure d'Osome elle-même, il y a très peu de détails. Le sol est composé de lignes horizontales jaunes sur un fond brun et le ciel est coloré avec la technique bokashi de gradation des couleurs, s'assombrissant du gris clair au noir comme il atteint le bord supérieur de l'impression. Osome regarde à sa gauche avec une expression inquiète tandis que son regard se pose quelque part au-delà de la bordure droite de l'impression.